# WTA Finals 2019
WTA Finals 2019, właśc. Shiseido WTA Finals Shenzhen – tenisowy turniej WTA w sezonie 2019 z cyklu WTA Finals, zamykający sezon rozgrywek kobiecych, rozegrany w dniach 27 października – 2 listopada 2019 roku w Shenzhen na kortach twardych w hali o puli nagród wynoszącej 14 000 000 dolarów amerykańskich.
W zawodach singlowych brało udział osiem najlepszych zawodniczek świata według klasyfikacji  Porsche Race to Shenzhen, podsumowującej występy tenisistek w danym sezonie. Tenisistki rywalizują w dwóch grupach po cztery osoby. Dwie najlepsze zawodniczki z każdej grupy awansowały do półfinałów, a ich zwyciężczynie zagrały o trofeum. Zawody deblowe odbywały się, tak jak w 2015 roku, w dwóch grupach.

## Gra pojedyncza

### Ranking Road to Shenzhen
| Ranking                     | Zawodniczka       | Wielki Szlem | Wielki Szlem | Wielki Szlem | Wielki Szlem | Premier Mandatory | Premier Mandatory | Premier Mandatory | Premier Mandatory | Najlepsze Premier 5 | Najlepsze Premier 5 | Inne najlepsze | Inne najlepsze | Inne najlepsze | Inne najlepsze | Inne najlepsze | Inne najlepsze | Punkty | Turnieje | Tytuły |
| --------------------------- | ----------------- | ------------ | ------------ | ------------ | ------------ | ----------------- | ----------------- | ----------------- | ----------------- | ------------------- | ------------------- | -------------- | -------------- | -------------- | -------------- | -------------- | -------------- | ------ | -------- | ------ |
| Ranking                     | Zawodniczka       | AUS          | FRA          | WIM          | USO          | INW               | MIA               | MAD               | PEK               | 1                   | 2                   | 1              | 2              | 3              | 4              | 5              | 6              | Punkty | Turnieje | Tytuły |
| Zawodniczki zakwalifikowane |                   |              |              |              |              |                   |                   |                   |                   |                     |                     |                |                |                |                |                |                |        |          |        |
| 1                           | Ashleigh Barty    | QF 430       | W 2000       | R16 240      | R16 240      | R16 120           | W 1000            | QF 215            | F 650             | SF 350              | SF 350              | W 470          | F 305          | R16 105        | R32 1          |                |                | 6476   | 14       | 3      |
| 2                           | Karolína Plíšková | SF 780       | R32 130      | R16 240      | R16 240      | QF 215            | F 650             | R32 65            | R64 10            | W 900               | QF 190              | W 470          | W 470          | W 470          | QF 190         | QF 190         | R16 105        | 5315   | 18       | 4      |
| 3                           | Naomi Ōsaka       | W 2000       | R32 130      | R128 10      | R16 240      | R16 120           | R32 65            | QF 215            | W 1000            | QF 190              | QF 190              | W 470          | QF 190         | SF 185         | SF 185         | R16 55         | R32 1          | 5246   | 16       | 3      |
| 4                           | Simona Halep      | R16 240      | QF 430       | W 2000       | R64 70       | R16 120           | SF 390            | F 650             | R32 65            | QF 190              | QF 190              | F 305          | R16 105        | R16 105        | QF 100         | R32 1          | R16 1          | 4962   | 16       | 1      |
| 5                           | Bianca Andreescu  | R64 110      | R64 70       | A 0          | W 2000       | W 1000            | R16 120           | A 0               | QF 215            | W 900               |                     | F 198          | W 160          | SF 110         | W 50           | QF 9           |                | 4942   | 12       | 3      |
| 6                           | Petra Kvitová     | F 1300       | A 0          | R16 240      | R64 70       | R64 10            | QF 215            | QF 215            | QF 215            | F 585               | SF 350              | W 470          | W 470          | R16 105        | QF 100         | R16 55         | R32 1          | 4401   | 16       | 2      |
| 7                           | Belinda Bencic    | R32 130      | R32 130      | R32 130      | SF 780       | SF 390            | R64 10            | SF 390            | R16 120           | W 900               | R16 105             | W 470          | F 180          | W 115          | SF 110         | QF 100         | R32 60         | 4120   | 24       | 2      |
| 8                           | Elina Switolina   | QF 430       | R32 130      | SF 780       | SF 780       | SF 390            | R64 10            | R64 10            | QF 215            | SF 350              | QF 190              | QF 190         | SF 185         | R16 105        | QF 100         | QF 100         | R16 30         | 3995   | 21       | 0      |
| Zawodniczki rezerwowe       |                   |              |              |              |              |                   |                   |                   |                   |                     |                     |                |                |                |                |                |                |        |          |        |
| 9                           | Serena Williams   | QF 430       | R32 130      | F 1300       | F 1300       | R32 65            | R32 65            | A 0               | A 0               | F 585               | R32 60              |                |                |                |                |                |                | 3935   | 8        | 0      |
| 10                          | Kiki Bertens      | R64 70       | R64 70       | R32 130      | R32 130      | R16 120           | R16 120           | W 1000            | SF 390            | SF 350              | R16 105             | W 470          | SF 185         | SF 185         | SF 185         | F 180          | F 180          | 3870   | 25       | 2      |
| 11                          | Johanna Konta     | R64 70       | SF 780       | QF 430       | QF 430       | R32 65            | R64 35            | R32 65            | A 0               | F 585               | R64 1               | F 180          | QF 60          | R16 55         | R16 55         | R16 55         | Q2 13          | 2879   | 16       | 0      |
| 12                          | Sofia Kenin       | R64 70       | R16 240      | R64 70       | R32 130      | R64 35            | R64 10            | R64 10            | R16 120           | SF 350              | SF 350              | W 280          | W 280          | W 280          | F 180          | R16 105        | R16 105        | 2615   | 23       | 3      |

### Zawodniczki rozstawione
| Numer | Tenisistka        | Osiągnięcie          |
| ----- | ----------------- | -------------------- |
| 01    | Ashleigh Barty    | zwycięstwo           |
| 02    | Karolína Plíšková | półfinał             |
| 03    | Naomi Ōsaka       | wycofanie po 1 meczu |
| 04    | Simona Halep      | faza grupowa         |
| 05    | Bianca Andreescu  | wycofanie po 2 meczu |
| 06    | Petra Kvitová     | faza grupowa         |
| 07    | Belinda Bencic    | półfinał             |
| 08    | Elina Switolina   | finał                |

### Faza pucharowa
|  |           |                   |           |                 |           |   |   |       |                |       |       |       |
|  | Półfinały | Półfinały         | Półfinały | Półfinały       | Półfinały |   |   | Finał | Finał          | Finał | Finał | Finał |
|  | Półfinały | Półfinały         | Półfinały | Półfinały       | Półfinały |   |   | Finał | Finał          | Finał | Finał | Finał |
|  |           |                   |           |                 |           |   |   |       |                |       |       |       |
|  |           |                   |           |                 |           |   |   |       |                |       |       |       |
|  | 1         | Ashleigh Barty    | 4         | 6               | 6         |   |   |       |                |       |       |       |
|  | 1         | Ashleigh Barty    | 4         | 6               | 6         |   |   |       |                |       |       |       |
|  | 2         | Karolína Plíšková | 6         | 2               | 3         |   |   |       |                |       |       |       |
|  | 2         | Karolína Plíšková | 6         | 2               | 3         |   |   | 1     | Ashleigh Barty | 6     | 6     |       |
|  |           |                   |           |                 |           |   |   | 1     | Ashleigh Barty | 6     | 6     |       |
|  |           |                   | 8         | Elina Switolina | 4         | 3 |   |       |                |       |       |       |
|  | 7         | Belinda Bencic    | 8         | Elina Switolina | 4         | 3 | 7 | 3     | 1k             |       |       |       |
|  | 7         | Belinda Bencic    |           |                 |           |   |   |       |                |       |       |       |
|  | 8         | Elina Switolina   | 5         | 6               | 4         |   |   |       |                |       |       |       |
|  | 8         | Elina Switolina   | 5         | 6               | 4         |   |   |       |                |       |       |       |
|  |           |                   |           |                 |           |   |   |       |                |       |       |       |

### Faza grupowa
Losowanie grup odbyło się 25 października.

#### Grupa czerwona

##### Wyniki
| Nr                   | Tenisistka     | Nr  | Tenisistka     | Wynik            |
| 27 października 2019 |                |     |                |                  |
| 3                    | Naomi Ōsaka    | 6   | Petra Kvitová  | 7:6(1), 4:6, 6:4 |
| 1                    | Ashleigh Barty | 7   | Belinda Bencic | 5:7, 6:1, 6:2    |
| 29 października 2019 |                |     |                |                  |
| 1                    | Ashleigh Barty | Alt | Kiki Bertens   | 6:3, 3:6, 4:6    |
| 6                    | Petra Kvitová  | 7   | Belinda Bencic | 3:6, 6:1, 4:6    |
| 31 października 2019 |                |     |                |                  |
| 1                    | Ashleigh Barty | 6   | Petra Kvitová  | 6:4, 6:2         |
| Alt                  | Kiki Bertens   | 7   | Belinda Bencic | 5:7, 0:1 krecz   |

##### Tabela
|       |                          | Ashleigh Barty                               | Naomi Ōsaka Kiki Bertens                      | Petra Kvitová                                 | Belinda Bencic                                | Mecze W–P | Sety W–P | Gemy W–P    | Miejsce |
| 1     | Ashleigh Barty           |                                              | 6:3, 3:6, 4:6 (29 października 2019) Bertens  | 6:4, 6:2 (31 października 2019)               | 5:7, 6:1, 6:2 (27 października 2019)          | 2–1       | 5–3      | 42–31       | 1.      |
| 3 Alt | Naomi Ōsaka Kiki Bertens | 3:6, 6:3, 6:4 (29 października 2019) Bertens |                                               | 7:6(1), 4:6, 6:4 (27 października 2019) Ōsaka | 5:7, 0:1 krecz (31 października 2019) Bertens | 1–0 1–1   | 2–1 2–3  | 17–16 20–21 | X 3.    |
| 6     | Petra Kvitová            | 4:6, 2:6 (31 października 2019)              | 6:7(1), 6:4, 4:6 (27 października 2019) Ōsaka |                                               | 3:6, 6:1, 4:6 (29 października 2019)          | 0–3       | 2–6      | 35–42       | 4.      |
| 7     | Belinda Bencic           | 7:5, 1:6, 2:6 (27 października 2019)         | 7:5, 1:0 krecz (31 października 2019) Bertens | 6:3, 1:6, 6:4 (29 października 2019)          |                                               | 2–1       | 5–3      | 31–35       | 2.      |

#### Grupa purpurowa

##### Wyniki
| Nr                   | Tenisistka        | Nr | Tenisistka       | Wynik            |
| 28 października 2019 |                   |    |                  |                  |
| 2                    | Karolína Plíšková | 8  | Elina Switolina  | 6:7(12), 4:6     |
| 4                    | Bianca Andreescu  | 5  | Simona Halep     | 6:3, 6:7(6), 3:6 |
| 30 października 2019 |                   |    |                  |                  |
| 5                    | Simona Halep      | 8  | Elina Switolina  | 5:7, 3:6         |
| 2                    | Karolína Plíšková | 4  | Bianca Andreescu | 6:3, krecz       |
| 1 listopada 2019     |                   |    |                  |                  |
| Alt                  | Sofia Kenin       | 8  | Elina Switolina  | 5:7, 6:7(10)     |
| 2                    | Karolína Plíšková | 5  | Simona Halep     | 6:0, 2:6, 6:4    |

##### Tabela
|       |                              | Karolína Plíšková                           | Bianca Andreescu Sofia Kenin                      | Simona Halep                                      | Elina Switolina                       | Mecze W–P | Sety W–P | Gemy W–P    | Miejsce |
| 2     | Karolína Plíšková            |                                             | 6:3, krecz (30 października 2019) Andreescu       | 6:0, 2:6, 6:4 (1 listopada 2019)                  | 6:7(12), 4:6 (28 października 2019)   | 2–1       | 4–3      | 30–26       | 2.      |
| 4 Alt | Bianca Andreescu Sofia Kenin | 3:6, krecz (30 października 2019) Andreescu |                                                   | 6:3, 6:7(6), 3:6 (28 października 2019) Andreescu | 5:7, 6:7(10) (1 listopada 2019) Kenin | 0–2 0–1   | 1–4 0–2  | 18–22 11–14 | X 4.    |
| 5     | Simona Halep                 | 0:6, 6:2, 4:6 (1 listopada 2019)            | 3:6, 7:6(6), 6:3 (28 października 2019) Andreescu |                                                   | 5:7, 3:6 (30 października 2019)       | 1–2       | 3–5      | 34–42       | 3.      |
| 8     | Elina Switolina              | 7:6(12), 6:4 (28 października 2019)         | 7:5, 7:6(10) (1 listopada 2019) Kenin             | 7:5, 6:3 (30 października 2019)                   |                                       | 3–0       | 6–0      | 40–29       | 1.      |

### Pula nagród
| Runda                 | Pieniądze ($) | Punkty (WTA) |
| Zwyciężczyni          | +3 590 000    | +750         |
| Finalistka            | +1 265 000    | +330         |
| Półfinalistki         | +165 000      | –            |
| 3 zwycięstwa w grupie | 1 135 000     | 750          |
| 2 zwycięstwa w grupie | 830 000       | 625          |
| 1 zwycięstwo w grupie | 525 000       | 500          |
| 0 zwycięstw w grupie  | 220 000       | 375          |
| Zawodniczki rezerwowe |               | –            |

## Gra podwójna

### Ranking Road to Shenzhen
| Ranking                     | Zespół                                | Najlepsze wyniki | Najlepsze wyniki | Najlepsze wyniki | Najlepsze wyniki | Najlepsze wyniki | Najlepsze wyniki | Najlepsze wyniki | Najlepsze wyniki | Najlepsze wyniki | Najlepsze wyniki | Najlepsze wyniki | Punkty | Turnieje | Tytuły |
| Ranking                     | Zespół                                | 1                | 2                | 3                | 4                | 5                | 6                | 7                | 8                | 9                | 10               | 11               | Punkty | Turnieje | Tytuły |
| --------------------------- | ------------------------------------- | ---------------- | ---------------- | ---------------- | ---------------- | ---------------- | ---------------- | ---------------- | ---------------- | ---------------- | ---------------- | ---------------- | ------ | -------- | ------ |
| Zawodniczki zakwalifikowane |                                       |                  |                  |                  |                  |                  |                  |                  |                  |                  |                  |                  |        |          |        |
| 1                           | Elise Mertens Aryna Sabalenka         | W 2000           | W 1000           | W 1000           | SF 780           | F 585            | QF 430           | R16 240          | R16 10           | R32 10           | R16 1            | R16 1            | 6 057  | 11       | 3      |
| 2                           | Hsieh Su-wei Barbora Strýcová         | W 2000           | W 1000           | W 900            | W 470            | R16 240          | R16 240          | QF 215           | QF 190           | R16 120          | R16 105          | R16 10           | 5 490  | 13       | 4      |
| 3                           | Tímea Babos Kristina Mladenovic       | W 2000           | F 1300           | SF 780           | QF 430           | W 280            | QF 215           | SF 185           | R32 10           | R32 10           | R16 1            |                  | 5 211  | 10       | 2      |
| 4                           | Gabriela Dabrowski Xu Yifan           | F 1300           | F 650            | QF 430           | QF 430           | SF 390           | SF 350           | W 280            | QF 215           | QF 215           | QF 190           | SF 185           | 4 635  | 21       | 1      |
| 5                           | Chan Hao-ching Latisha Chan           | W 470            | W 470            | W 470            | QF 430           | SF 390           | SF 390           | SF 350           | SF 350           | F 305            | W 280            | R16 240          | 4 145  | 20       | 4      |
| 6                           | Barbora Krejčíková Kateřina Siniaková | W 900            | SF 780           | F 650            | QF 430           | SF 350           | W 280            | QF 215           | QF 190           | SF 185           | R64 10           | R32 10           | 4 000  | 11       | 2      |
| 7                           | Samantha Stosur Zhang Shuai           | W 2000           | F 650            | QF 430           | QF 215           | QF 190           | R32 130          | R16 120          | R16 105          | QF 60            | R64 10           | R32 10           | 3 920  | 13       | 1      |
| 8                           | Anna-Lena Grönefeld Demi Schuurs      | F 585            | F 585            | F 585            | QF 430           | SF 350           | F 305            | F 305            | QF 215           | QF 215           | QF 190           | R32 130          | 3 895  | 15       | 0      |
| Zawodniczki rezerwowe       |                                       |                  |                  |                  |                  |                  |                  |                  |                  |                  |                  |                  |        |          |        |
| 9                           | Wiktoryja Azaranka Ashleigh Barty     | F 1300           | W 900            | SF 390           | SF 350           | R16 240          | R16 130          | R16 120          | R32 10           |                  |                  |                  | 3 440  | 8        | 1      |
| 10                          | Nicole Melichar Květa Peschke         | W 470            | W 470            | W 470            | QF 430           | QF 430           | R16 240          | QF 215           | QF 190           | QF 190           | F 180            | R32 130          | 3 415  | 25       | 3      |

### Zawodniczki rozstawione
| Numer | Tenisistki                      | Osiągnięcie  |
| ----- | ------------------------------- | ------------ |
| 01    | Elise Mertens Aryna Sabalenka   | faza grupowa |
| 02    | Hsieh Su-wei Barbora Strýcová   | finał        |
| 03    | Tímea Babos Kristina Mladenovic | zwycięstwo   |
| 04    | Gabriela Dabrowski Xu Yifan     | faza grupowa |

### Faza pucharowa
|  |           |                                  |           |                               |           |   |   |       |                                 |       |       |       |
|  | Półfinały | Półfinały                        | Półfinały | Półfinały                     | Półfinały |   |   | Finał | Finał                           | Finał | Finał | Finał |
|  | Półfinały | Półfinały                        | Półfinały | Półfinały                     | Półfinały |   |   | Finał | Finał                           | Finał | Finał | Finał |
|  |           |                                  |           |                               |           |   |   |       |                                 |       |       |       |
|  |           |                                  |           |                               |           |   |   |       |                                 |       |       |       |
|  | 3         | Tímea Babos Kristina Mladenovic  | 1         | 6                             | 10        |   |   |       |                                 |       |       |       |
|  | 3         | Tímea Babos Kristina Mladenovic  | 1         | 6                             | 10        |   |   |       |                                 |       |       |       |
|  | 7         | Samantha Stosur Zhang Shuai      | 6         | 4                             | 8         |   |   |       |                                 |       |       |       |
|  | 7         | Samantha Stosur Zhang Shuai      | 6         | 4                             | 8         |   |   | 3     | Tímea Babos Kristina Mladenovic | 6     | 6     |       |
|  |           |                                  |           |                               |           |   |   | 3     | Tímea Babos Kristina Mladenovic | 6     | 6     |       |
|  |           |                                  | 2         | Hsieh Su-wei Barbora Strýcová | 1         | 3 |   |       |                                 |       |       |       |
|  | 8         | Anna-Lena Grönefeld Demi Schuurs | 2         | Hsieh Su-wei Barbora Strýcová | 1         | 3 | 1 | 2     |                                 |       |       |       |
|  | 8         | Anna-Lena Grönefeld Demi Schuurs |           |                               |           |   |   |       |                                 |       |       |       |
|  | 2         | Hsieh Su-wei Barbora Strýcová    | 6         | 6                             |           |   |   |       |                                 |       |       |       |
|  | 2         | Hsieh Su-wei Barbora Strýcová    | 6         | 6                             |           |   |   |       |                                 |       |       |       |
|  |           |                                  |           |                               |           |   |   |       |                                 |       |       |       |

#### Grupa czerwona
|   |                                  | Elise Mertens Aryna Sabalenka         | Tímea Babos Kristina Mladenovic       | Chan Hao-ching Latisha Chan           | Anna-Lena Grönefeld Demi Schuurs      | Mecze W–L | Sety W–L | Gemy W–L | Miejsce |
| 1 | Elise Mertens Aryna Sabalenka    |                                       | 6:4, 2:6, 5–10 (1 listopada 2019)     | 7:6(5), 6:4 (30 października 2019)    | 5:7, 6:1, 7–10 (28 października 2019) | 1–2       | 4–4      | 32–30    | 3.      |
| 3 | Tímea Babos Kristina Mladenovic  | 4:6, 6:2, 10–5 (1 listopada 2019)     |                                       | 6:2, 5:7, 10–6 (28 października 2019) | 7:5, 6:2 (30 października 2019)       | 3–0       | 6–2      | 36–24    | 1.      |
| 5 | Chan Hao-ching Latisha Chan      | 6:7(5), 4:6 (30 października 2019)    | 2:6, 7:5, 6–10 (28 października 2019) |                                       | 2:6, 4:6 (1 listopada 2019)           | 0–3       | 1–6      | 25–37    | 4.      |
| 8 | Anna-Lena Grönefeld Demi Schuurs | 7:5, 1:6, 10–7 (28 października 2019) | 5:7, 2:6 (30 października 2019)       | 6:2, 6:4 (1 listopada 2019)           |                                       | 2–1       | 4–3      | 28–30    | 2.      |

#### Grupa purpurowa
|   |                                       | Hsieh Su-wei Barbora Strýcová         | Gabriela Dabrowski Xu Yifan           | Barbora Krejčíková Kateřina Siniaková | Samantha Stosur Zhang Shuai           | Mecze W–L | Sety W–L | Gemy W–L | Miejsce |
| 2 | Hsieh Su-wei Barbora Strýcová         |                                       | 6:2, 4:6, 9–11 (31 października 2019) | 6:2, 1:6, 10–5 (29 października 2019) | 6:4, 4:6, 10–5 (27 października 2019) | 2–1       | 5–4      | 29–27    | 1.      |
| 4 | Gabriela Dabrowski Xu Yifan           | 2:6, 6:4, 11-9 (31 października 2019) |                                       | 4:6, 2:6 (27 października 2019)       | 6:4, 4:6, 5–10 (29 października 2019) | 1–2       | 3–5      | 25–33    | 4.      |
| 6 | Barbora Krejčíková Kateřina Siniaková | 2:6, 6:1, 5–10 (29 października 2019) | 6:4, 6:2 (27 października 2019)       |                                       | 3:6, 6:7(7) (31 października 2019)    | 1–2       | 3–4      | 29–27    | 3.      |
| 7 | Samantha Stosur Zhang Shuai           | 4:6, 6:4, 5–10 (27 października 2019) | 4:6, 6:4, 10–5 (29 października 2019) | 6:3, 7:6(7) (31 października 2019)    |                                       | 2–1       | 5–3      | 34–30    | 2.      |

### Pula nagród
| Runda                 | Pieniądze ($) | Punkty (WTA) |
| Zwyciężczynie         | +740 000      | +750         |
| Finalistki            | +265 000      | +330         |
| Półfinalistki         | +55 000       | –            |
| 3 zwycięstwa w grupie | 260 000       | 750          |
| 2 zwycięstwa w grupie | 210 000       | 500          |
| 1 zwycięstwo w grupie | 160 000       | 375          |
| 0 zwycięstw w grupie  | 110 000       | 375          |
| Zawodniczki rezerwowe |               | –            |